# Occi
Occi è una frazione abbandonata del comune di Lumio in Corsica nel dipartimento dell'Alta Corsica situata a 377 metri d'altezza.
La frazione è abbandonata dal 1927 ed è raggiungibile in circa mezz'ora di cammino dai sentieri che partono da Lumio e dalla RD 71.

## Toponomastica
L'ipotesi più credibile che il toponimo Occi si riferisca alla vista dal paese dal latino occulus, "occhio" su parte della Balagna.

## Storia

### Le origini del borgo e la sua storia
Nell'XI secolo nel sito dove si trovava Occi c'era un castello costruito da Malafade Savelli Pinasco.
Il borgo forse forse venne fondato nel XV secolo da alcuni abitanti provenienti dal vicino isolotto di Spano, molti ritrovamenti nei dintorni confermano comunque che la zona fosse già abitata dal neolitico. Un'altra teoria dello studioso Pierre Pasquini afferma che la fondazione del borgo risalga al medioevo.
Il borgo è menzionato per la prima volta nel Cartolario di San Venerio dell'Isola del Tino del 1467.
Nella Descrizione della Corsica di Monsignor Agostino Giustiniani del 1530 Occi risulta avere 57 fuochi e 14 mezzi fuochi cioè circa 270 abitanti, nel 1589 Monsignor Mascardi afferma che a Occi ci sono 150 anime.
Tra il 1589 e il 1609 il borgo perde circa 150 abitanti, cioè la metà della popolazione infatti nel 1609 risultano 14 fuochi e 4 semi fuochi (circa 72 persone), nel 1686 un rapporto degli olivetani dell'Abbazia di San Venerio vicino Portovenere affermava che c'erano 80 anime a Occi e la chiesa dell'Annunciazione di Occi era di proprietà di questa congregazione.
Con il decreto del 29 gennaio 1852 il comune di Occi con i suoi 62 abitanti esteso 840 ettari venne annesso al comune di Lumio a causa del suo spopolamento demografico.
L'ultimo abitante di Occi, Fra Felice Giudicelli, nato nel 1830 e morì nel 1917 anche se nel 1921 l'abitato registrò 59 abitanti al censimento nazionale che forse erano pastori provenienti dai paesi vicini che utilizzavano il villaggio per la transumanza.
Anche se il paese è disabitato ad oggi risultano dei proprietari dal piano catastale del comune di Lumio.
Una cinquantina di aderenti e simpatizzanti hanno fondato nel 1993 a Lumio l'Association Occi per sistemare i sentieri e il paese dalla degradazione umana e antropica. L'associazione si è sciolta nel 2007.

## Economia
Nel XIX secolo nel paese l'economia era di sussistenza, c'erano due fontane nei pressi del paese nel 1818 gli abitanti erano pastori, agricoltori (coltivavano grano, orzo e avena) e c'erano anche alcune filande. Nel paese c'era un forno per il pane comunale, un frantoio e un'aia.

## Edifici principali

### Casa dei Notabili (G 154)
Grande abitazione, costruita probabilmente nel XV secolo-XVI secolo, aveva cinque vani e nel piano interrato una cantina. Parte della casa è di proprietà di Laurent Savelli. 

### Casa Giudicelli (G 157)
Casa su due piani con una cantina dell'ultimo abitante Felice Giudicelli, costruita forse nel 1785 dato che presente questa data in un portale d'ingresso. Gran parte dell'abitazione è di proprietà di Michel Giudicelli. 

### Casa detta "fortino" (G 175)
Abitazione su tre piani, simile a una piccola torre. nel catasto è menzionato come località Torricella. Una piccola parte della casa è di proprietà di Jean Mounier. 

### Frantoio (Fragnu) (G 165)
Il frantoio del paese era alimentato con la forza umana o animale con i muli. Parte del frantoio è di proprietà di Barthelemy Antonini. 

### Forno comunale (G 154)
Vicino alla Casa dei Notabili c'era il forno per il pane comunale. Un terzo dell'antico forno è di proprietà di Laurent Savelli. 

### Chiesa dell'Annunziata (G 155)
Costruita forse nel XII secolo, la chiesa odierna è in stile barocco e nel XIX secolo è stata aggiunta una cappella; la chiesa è stata restaurata nel 2002. Ha l'orientamento est-ovest.
La chiesa è di proprietà del comune di Lumio.

## Galleria d'immagini

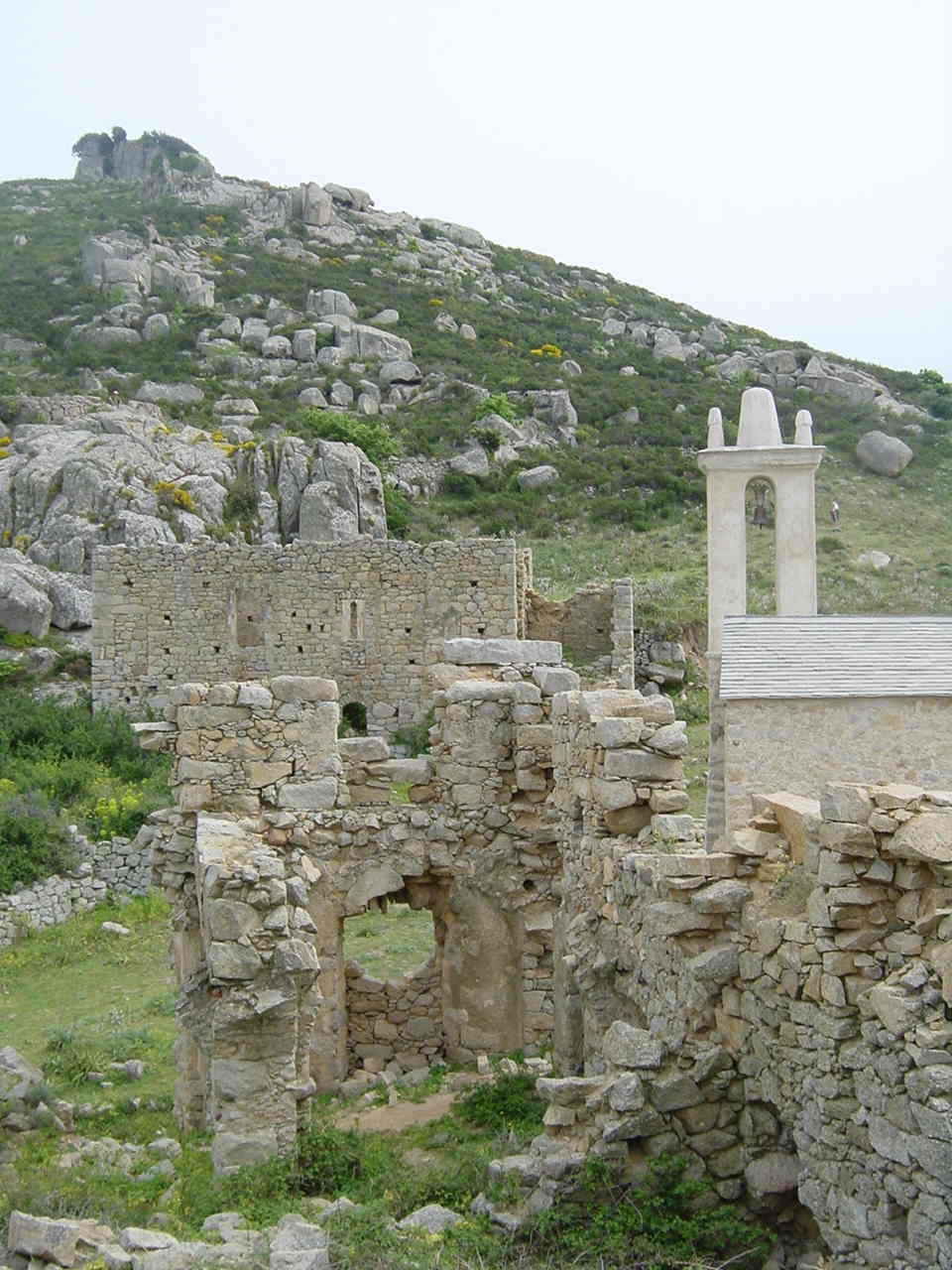
Vista di Occi in direzione nord verso Sant'Ambroggio
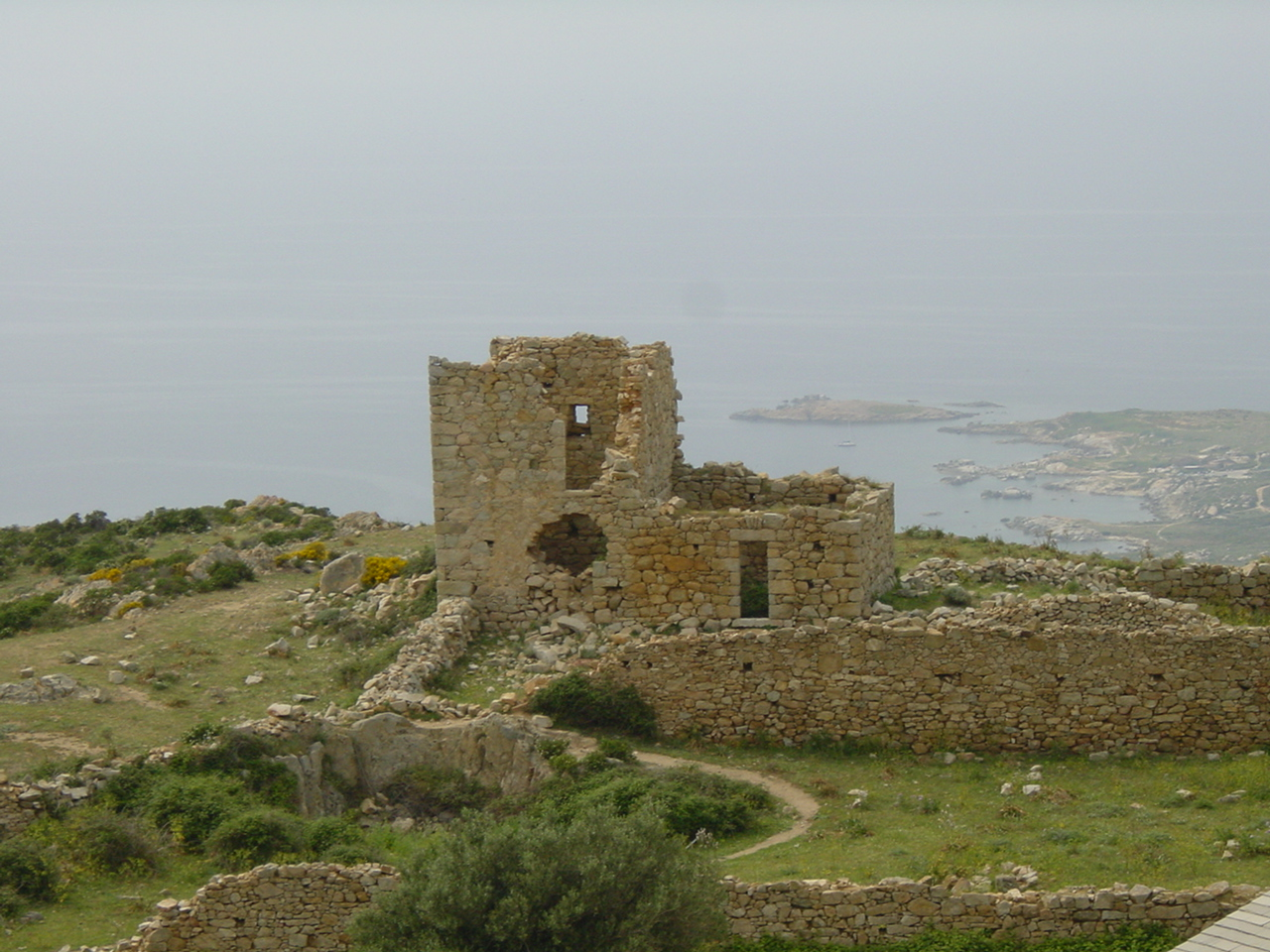
Occi e il mare
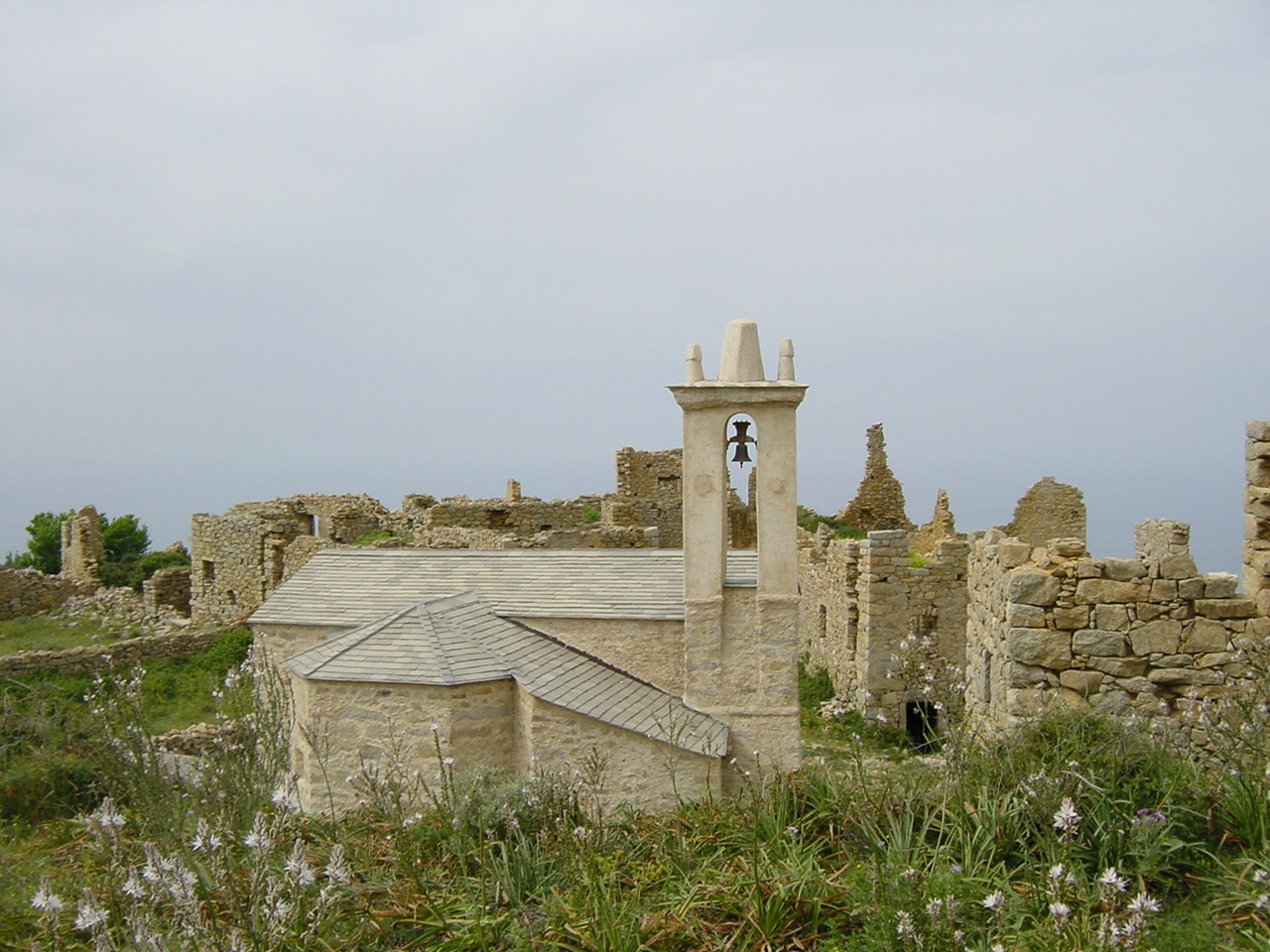
La Chiesa dell'Annunciazione di Occi
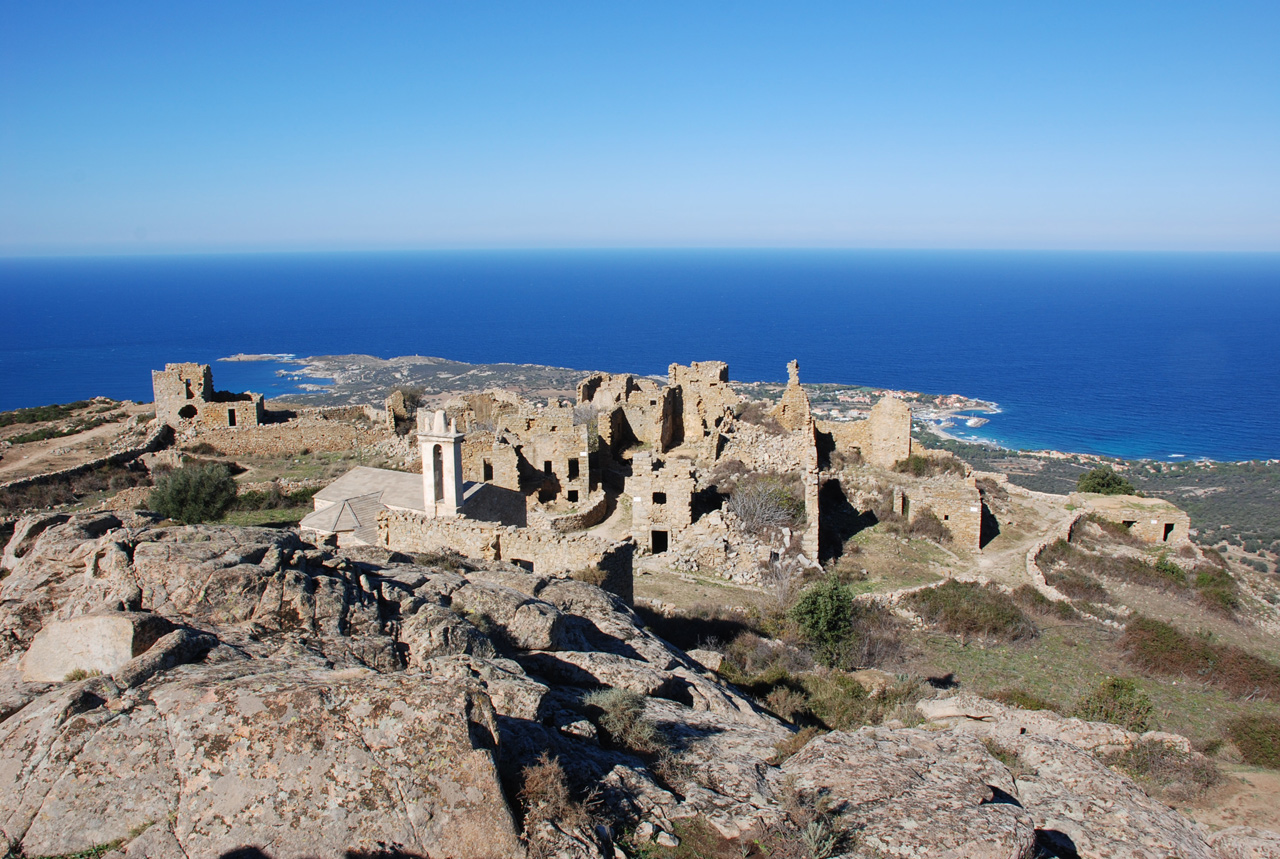
Panorama di Occi

## Società

### Evoluzione demografica
Abitanti censiti